# Geraldão (personagem)
Geraldão é um personagem criado por Glauco, cartunista brasileiro. A tira em que se apresenta leva o nome do personagem.
O personagem foi criado em 1981 e tem destaque entre os demais personagens do mesmo autor, sendo publicado no diário paulistano Folha de S. Paulo.
Solteiro de trinta anos, mora com a mãe (se desentendem constantemente) e anda pelado pela casa o tempo todo. Bebe, fuma bastante, e sempre que encontra remédios, os toma sem nenhuma distinção. Está longe de ser um personagem politicamente correto. Quando corre, parece ter quatro pernas, pelo estilo do cartunista.